# Mercury (Saboia)
Mercury é uma comuna francesa na região administrativa de Auvérnia-Ródano-Alpes, no departamento da Saboia. Estende-se por uma área de 22.33 km². Em 2010 a comuna tinha 3 249 habitantes (densidade: 145,5 hab./km²).